# Пробудження (фільм, 1989)
«Пробудження» («Pabudimas») — радянський художній фільм 1989 року, знятий режисером Йонасом Вайткусом на Литовській кіностудії.

## Сюжет
За мотивами п'єси Атанаса Шкеми. Казіс, керівник антисталінського угруповання у Вільнюсі, опиняється у катівнях НКВС. Його допитує колишній однокласник Піюс. Колись вони обидва любили Еляну, котра стала дружиною Казіса. А тепер Піюс вирвав у долі шанс — і готовий знищити щасливу пару.

## У ролях
- Валдас Прануліс — Казіс
- Віргінія Кельмеліте — Еляна, дружина Казіса
- Любомирас Лауцявічюс — Піюс Карпавічюс
- Юозас Кіселюс — Пранас
- Альгімантас Зігмантавічюс — Антанас, ксьондз
- Інга Шалкаускайте — Регіна, сестра Антанаса
- Владас Багдонавічюс — генерал Ігнатов
- Тину Карк — Сталін
- Вітаутас Канюшоніс — кривоногий
- Даля Міхелявічюте — черниця
- Егле Мікульоніте — роль другого плану
- Ремігіюс Білінскас — роль другого плану
- Едіта Шакаліте — секретар
- Альгірдас Дайнавічюс — роль другого плану
- Шарунас Пуйдокас — роль другого плану
- Кястутіс Паулавічюс — режисер
- Юрате Вілунайте — роль другого плану
- Рамуне Свінкунайте — роль другого плану
- Ріманте Валюкайте — роль другого плану
- Альгіс Раманаускас-Грейтай — роль другого плану
- Й. Бетешюс — роль другого плану
- Артурас Буйловас — роль другого плану
- А. Мікловіс — роль другого плану
- Вігандас Тельксніс — роль другого плану
- М. Вайцекаускас — роль другого плану

## Знімальна група
- Режисер — Йонас Вайткус
- Сценарист — Йонас Вайткус
- Оператор — Йонас Томашявічюс
- Художник — Вітаутас Калінаускас